# L'ultimo dei Do-do
L'ultimo dei Do-do (Dough for the Do-Do) è un film del 1949 diretto da Friz Freleng. È un cortometraggio d'animazione della serie Merrie Melodies, uscito negli Stati Uniti il 2 settembre 1949. È un remake del corto del 1938 Porky in Strambilandia; la maggiore differenza tra i due film sta nel finale.

## Trama
Un giornale mostra che Porky è in viaggio in Africa a caccia del raro uccello dodo. Porky vola in aereo per andare nell'Africa Nerissima, e quando atterra un cartello gli dice che si trova a Wackyland. Porky entra in un surreale paesaggio sullo stile di Salvador Dalí e incontra molte strane e balorde creature. Improvvisamente appare Yoyo Dodo, l'ultimo dei dodo. Porky cerca di catturarlo, ma Yoyo gli gioca vari scherzi surreali. Alla fine, Porky si veste da dodo e annuncia di essere l'ultimo della specie. Yoyo si ammanetta con lui affermando di aver catturato l'ultimo dodo, ma Porky si smaschera e, ancora ammanettato a Yoyo, scappa con lui dicendo di aver catturato lui l'ultimo dodo. Quando i due scompaiono all'orizzonte, un gruppo di dodo appare per confermarlo.

## Distribuzione

### Edizione italiana
Nella prima edizione italiana, realizzata all'inizio degli anni settanta per la trasmissione sul Programma Nazionale all'interno de Gli eroi di cartone, Wackyland viene chiamata Curiosopoli. Nella VHS Porky Pig's Screwball Comedies, tuttavia, il cortometraggio fu incluso in inglese. Fu ridoppiato nel 1999 dalla Angriservices Edizioni, sotto la direzione di Renzo Stacchi su dialoghi di Giorgio Tausani, per l'inclusione nella VHS Pacco a sorpresa!. In questa versione il nome Wackyland non viene tradotto, ma erroneamente pronunciato "Waickland". In DVD fu però utilizzato il primo doppiaggio. In entrambi i doppiaggi, non essendo stata registrata una colonna internazionale, fu sostituita la musica presente durante i dialoghi.

### Edizioni home video

#### VHS
America del Nord
- The Looney Tunes Video Show, #6 (1982)
- Porky Pig's Screwball Comedies (1985)
- Taz's Jungle Jams (2000)

Italia
- Porky Pig's Screwball Comedies (1986)
- Pacco a sorpresa! (1999)
- Taz alla riscossa (22 maggio 2002)

#### Laserdisc
- Longitude & Looneytude (1994)

#### DVD
Il corto fu pubblicato in DVD-Video in America del Nord nel secondo disco della raccolta Looney Tunes Golden Collection: Volume 1 (intitolato Best of Daffy & Porky) distribuita il 28 ottobre 2003; il DVD fu pubblicato in Italia il 2 dicembre 2003 nella collana Looney Tunes Collection, col titolo Daffy Duck & Porky Pig. In Italia è stato incluso anche nel DVD Il tuo simpatico amico Porky Pig, uscito il 2 dicembre 2009.